# Uniunea Democratică a Poporului Togolez
Uniunea Democrată a Poporului Togolez (prescurtat UDPT) a fost un partid politic din Togo activ în perioada 1959-1967.

## Istorie
Partidul a fost înființat în octombrie 1959 ca urmare a unei fuziuni dintre Partidul Togolez al Progresului și Uniunea Șefilor și a Popoarelor din Nord, care împreună au câștigat 13 din cele 46 de locuri la alegerile parlamentare din 1958. Cu toate acestea, a fost descalificat de la a concura la alegerile din 1961, lucru care a dus la câștigarea președinției și a tuturor locurilor din Adunarea Națională de către Partidul Unității Togolese (PUT).
După ce președintele PUT, Sylvanus Olympio, a fost înlăturat de la putere în urma unei lovituri de stat în 1963, au avut loc noi alegeri în același an. UDPT și alte trei partide au format o listă comună de candidați la alegerile Adunării Naționale, fiecare partid câștigând 14 locuri.
Cu toate acestea, în urma unei alte lovituri de stat din 1967, partidul a fost dizolvat.